# Младен Влашки
Младен Цветанов Влашки е литературен критик и историк, народен представител в XXXVIII народно събрание.

## Биография
Роден е на 29 ноември 1959 г. в Пловдив. Завършва Пловдивския университет „Паисий Хилендарски“, специалност Българска филология (1984). Постъпва на работа в Пловдивския университет през 1986 г. като асистент. Главен асистент (1997). Доцент (2020). Доктор по сравнително литературознание на Пловдивския университет и доктор по философия на Виенския университет. Специализира теория на романа и сравнително литературознание във Виенския университет през 1989 г. и в периода 1992 – 1994 г.
Народен представител от Пловдив в XXXVIII народно събрание на Република България и член на НСРТ през 2001 г.
Съосновател и редактор на литературното списание „Страница“.
Автор и водещ на радио-предаването „Преге“ по БНР-Пловдив от 2008 г.
Научните му интереси са в областта на сравнителното литературознание с акцент върху немскоезичната литература и литературата от ХІХ и ХХ век, както и върху българската литературна история на ХХ век.

## Публикации

### Авторски книги
- „Западноевропейска литература (ХIV–XVIII век)“. Пловдив: Пловдивско университетско издателство, 1993.
- „Западноевропейска литература. Анализи и материали за 10 клас“. София: ИК „Анубис“, 2000.
- „Изография. Ipce fecit“. София: ИК „Перо“, 2009.
- „Митове за сътворението от цял свят“. Пловдив: ИК „Хермес“, 2014.
- „РоманОлогия ли?“. Пловдив: ИК „Хермес“, 2014, 288 с.
- „Млада Виена“ и млада България“. Пловдив: ИК „Хермес“, 2017
- „Рефлексии на виенската модерност в българската литература от края на XIX и началото на XX век“. Пловдив: ИК „Хермес“, 2018.
- „Рецепцията на Кафка в България до 1944 г.“. Пловдив: Сдружение Литературна къща (Страница), 2020.

### Съставителство и редакция
- „Сънищата на стената. Берлинска антология“. (съставител, редактор, бележки, предговор), Пловдив, Издателство „Пигмалион“, 1995.
- „Пледоария за Емпиричното литературознание. Работата на групата „НИКОЛ“. (съставител, бележки, отчасти превод), София, Издателство „Прохазка & Качармазов“, 1996.
- „Веселият апокалипсис. Естетика и литература на Виенския fin-de-siecle“. (съставител, отчасти превод, бележки и послеслов), Пловдив, Издателство „Пигмалион“, 1996.
- Артюр Рембо. Пол Верлен. „Езици на модерността“ в 64 страници“. (съставител, отчасти превод), Пловдив, Издателство „Страница“, 2001.
- Мопасан. „Бел Ами“ в 64 страници“. Пловдив, Издателство „Страница“, 2001.
- Даниел Дефо. „Робинзон Крузо“ в 64 страници“. Пловдив, Издателство „Страница“, 2001.
- Корней. „Сид“. (съставител и коментари) Поредица „Текст/Контекст“, серия „Bilingua“, Пловдив, Издателство „Летера“, 2001.
- Айхендорф. „Из живота на един безделник“. Поредица „Текст/Контекст“, серия „Bilingua“, Пловдив, Издателство „Летера“, 2001.

## Награди
- 2008 – Национална награда „Осма муза“ за образователно радиопредаване.
- 2008 – Национална награда „Христо Г. Данов“ за литературна критика на „Страница“.[3]
- 2009 – Награда Пловдив за журналистика (предаване за книги „Преге“ в БНР – радио Пловдив).
- 2011 – Национална награда „Христо Г. Данов“ за литературна критика в списание „Страница“ и радиопредаването „Преге“.
- 2015 – Наградата „Дъбът на Пенчо“ – за книгата „РоманОлогия ли?“[4]